# Спортивные арены зимних Олимпийских игр 2010
Ниже представлен список всех спортивных арен, на которых прошли соревнования зимних Олимпийских игр 2010 года в Ванкувере.
Соревнования Олимпиады были проведены на 9 аренах (плюс стадион Би-Си Плэйс на котором прошли церемонии открытия и закрытия игр), 4 из которых находятся непосредственно в городе Ванкувер, 3 - в Уистлере, и по одной в Западном Ванкувере и Ричмонде. Расстояние между Уистлером и Ванкувером - около 120 километров, тогда как Западный Ванкувер и Ричмонд находятся практически в черте Ванкувера.

## Арены Олимпиады

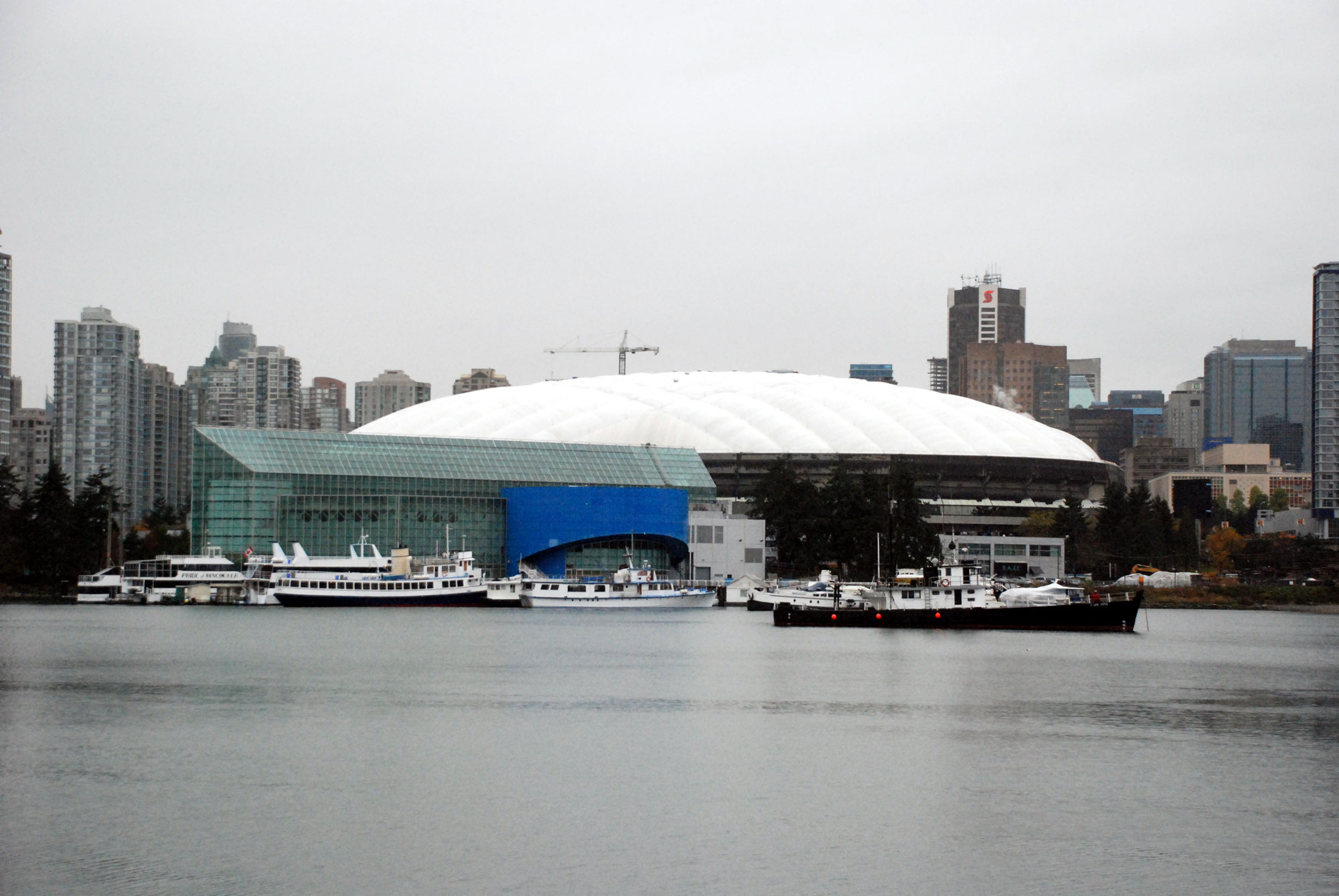
Вид на стадион Би-Си Плэйс, главный стадион игр.

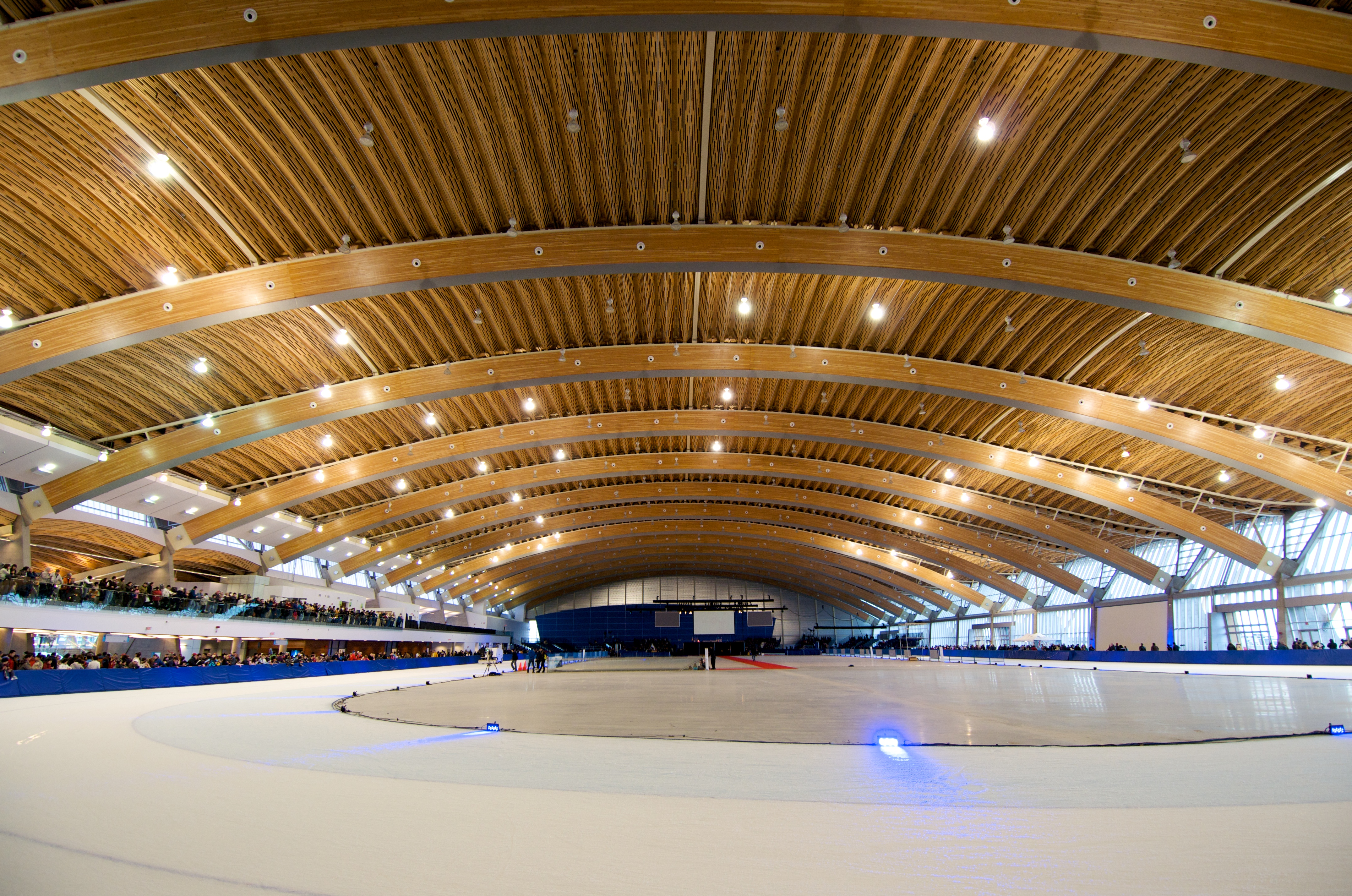
Олимпийский овал Ричмонда.

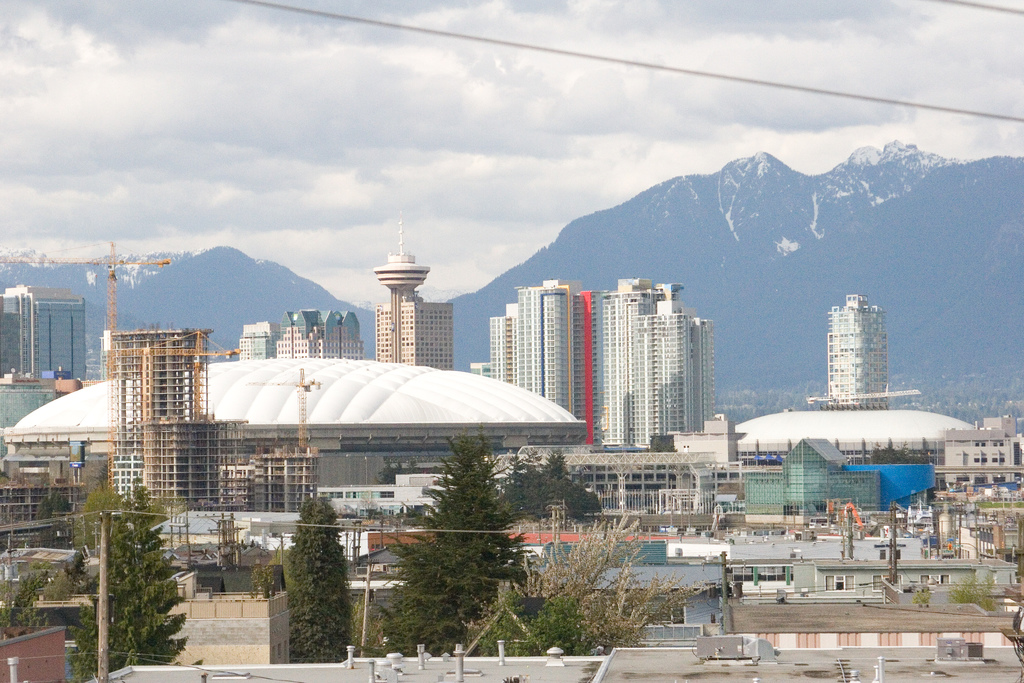
Вид на арену Дженерал Моторс Плэйс в которой пройдёт Олимпийский хоккейный турнир.

| Арена                       | Место расположения | Вид спорта                                                  | Вместимость | Источник |
| --------------------------- | ------------------ | ----------------------------------------------------------- | ----------- | -------- |
| Би-Си Плэйс                 | Ванкувер           | Церемонии открытия и закрытия игр                           | 55,000      | [ 1 ]    |
| Дженерал Моторс Плэйс       | Ванкувер           | Хоккей                                                      | 18,630      | [ 2 ]    |
| Пасифик Колизиум            | Ванкувер           | Фигурное катание, Шорт-трек                                 | 14,239      | [ 3 ]    |
| Олимпийский овал            | Ричмонд            | Конькобежный спорт                                          | 8,000       | [ 4 ]    |
| Зимний спортивный центр UBC | Ванкувер           | Хоккей                                                      | 7,200       | [ 5 ]    |
| Олимпийский центр Ванкувера | Ванкувер           | Кёрлинг                                                     | 6,000       | [ 6 ]    |
| Уистлер Хиллкрест           | Уистлер            | Горнолыжный спорт                                           | 7,600       | [ 7 ]    |
| Сайприсс Маунтейн           | Западный Ванкувер  | Фристайл, Сноуборд                                          | 8,000       | [ 8 ]    |
| Олимпийский парк Уистлера   | Уистлер            | Биатлон, Лыжные гонки, Лыжное двоеборье, Прыжки с трамплина | 6,000       | [ 9 ]    |
| Санный центр Уистлера       | Уистлер            | Бобслей, Санный спорт, Скелетон                             | 12,000      | [ 10 ]   |